# Carl Eduard Adolph Gerstäcker
Carl Eduard Adolph Gerstäcker, född 30 augusti 1828 i Berlin, död 20 juni 1895 i Greifswald, var en tysk zoolog.
Han blev 1856 föreståndare för kungliga entomologiska samlingen i Berlin, 1873 professor i zoologi där samt 1876 professor i zoologi och direktor vid zoologiska museet i Greifswald. Gerstäcker var en framstående entomolog, som skrev bland annat Monographie der Endomychiden (1858) och Arthropoda (i Heinrich Georg Bronns "Klassen und Ordnungen des Thierreichs", 1866-93; ofullbordad). Han utgav även, tillsammans med Julius Victor Carus, en på sin tid mycket anlitad Handbuch der Zoologie (två band, 1863-75).